# Верхоянск
Верхоянск (на руски: Верхоянск; на якутски: Верхоянскай) е град в република Якутия (Саха) и се намира в горното течение на р. Яна, откъдето идва името му. Има географски координати 67° 33′ 00″с.ш. и 133° 23′ 00″ и.д., т.е. лежи зад северната полярна окръжност. Отстои на 92 км от районния център гр. Батагай. Намира се в подножието на Верхоянски хребет.
Със своите 1125 жители (2016 г.) Верхоянск е един от най-малките градове в Руската федерация. Известен е преди всичко с изключително ниските температури през зимата (вж. таблицата по-долу) и заедно със село Оймякон (също в Якутия) претендира за титлата „Полюс на студа“.

## История
Градът е основан през 1638 година като казашко селище за зимуване. През XVII – XIX век тук изпращат на заточение осъдени по политически причини от царския режим, а през съветско време до 50-години на ХХ век – от сталинската диктатура.

## Население
| 1856 | 1897 | 1913 | 1926 | 1939 | 1959 | 1970 |
| ---- | ---- | ---- | ---- | ---- | ---- | ---- |
| 100  | 354  | 700  | 400  | 1600 | 1410 | 1864 |
| 1979 | 1989 | 1992 | 1996 | 1998 | 2000 | 2001 |
| 1709 | 1883 | 1900 | 1900 | 2000 | 2000 | 1900 |
| 2002 | 2003 | 2005 | 2006 | 2007 | 2008 | 2009 |
| 1434 | 1400 | 1400 | 1300 | 1300 | 1300 | 1222 |
| 2010 | 2011 | 2012 | 2013 | 2014 | 2015 | 2016 |
| 1311 | 1300 | 1245 | 1212 | 1173 | 1150 | 1125 |

## Икономика
Развито е скотовъдството: говедовъдство, коневъдство, отглеждане на елени и на северни животни с ценна козина, кожарска промишленост, дърводобив (лиственица, иглолистни), риболов.

## Транспорт
Във Верхоянск има летище с една писта, но то е затворено от няколко години. Сега се използва летището в районния (улусния) център Батагай, до който има път с твърда настилка. През зимата придвижването на транспортните средства става по замръзналите водоеми, което е практика в Сибир. Има и пристанище на река Яна.

## Климат
Климатът е континетален и субарктичен, с дълга, много студена зима и кратко лято. През 1892 г. тук е измерена най-ниската температура в северното полукълбо – −67,8 °C. През лятото, макар и не често, температурите могат да достигнат до + 30 °C, което прави Верхоянск града с най-голяма абсолютна температурна разлика. Въпреки това, минусови температури се случват рязко и през лятото. Валежите целогодишно са малко (150 – 200 мм/кв. м), което е сравнимо с полупустинните области.
- Средногодишна температура – −14,5 °C
- Средногодишна скорост на вятъра – 1,4 м/с
- Средногодишна влажност на въздуха – 69 %

| Климатични данни за Верхоянск         | Климатични данни за Верхоянск | Климатични данни за Верхоянск | Климатични данни за Верхоянск | Климатични данни за Верхоянск | Климатични данни за Верхоянск | Климатични данни за Верхоянск | Климатични данни за Верхоянск | Климатични данни за Верхоянск | Климатични данни за Верхоянск | Климатични данни за Верхоянск | Климатични данни за Верхоянск | Климатични данни за Верхоянск | Климатични данни за Верхоянск |
| Месеци                                | яну.                          | фев.                          | март                          | апр.                          | май                           | юни                           | юли                           | авг.                          | сеп.                          | окт.                          | ное.                          | дек.                          | Годишно                       |
| Абсолютни максимални температури (°C) | −9,5                          | −6,2                          | 4,5                           | 14,3                          | 28,1                          | 38,0                          | 37,3                          | 33,7                          | 25,1                          | 14,5                          | 1,1                           | −5,3                          | 37,3                          |
| Средни максимални температури (°C)    | −42,4                         | −36,7                         | −19,3                         | −3                            | 10,0                          | 20,0                          | 23,5                          | 18,6                          | 8,5                           | −9,1                          | −30,7                         | −40,4                         | −8,4                          |
| Средни температури (°C)               | −45,4                         | −41,8                         | −29,5                         | −12,4                         | 3,8                           | 13,4                          | 16,5                          | 11,5                          | 2,5                           | −14,5                         | −34,8                         | −43,3                         | −14,5                         |
| Средни минимални температури (°C)     | −48,3                         | −45,9                         | −37,9                         | −22,1                         | −2,6                          | 6,7                           | 9,7                           | 5,1                           | −2,3                          | −18,9                         | −38,2                         | −46,4                         | −20,1                         |
| Абсолютни минимални температури (°C)  | −67,8                         | −67,8                         | −60,3                         | −57,2                         | −34,2                         | −7,9                          | −3,2                          | −9,9                          | −21,7                         | −48,7                         | −57,2                         | −64,5                         | −67,8                         |
| Средни месечни валежи (mm)            | 6                             | 6                             | 5                             | 5                             | 14                            | 27                            | 34                            | 34                            | 19                            | 11                            | 11                            | 8                             | 180                           |
| ------------------------------------- | ----------------------------- | ----------------------------- | ----------------------------- | ----------------------------- | ----------------------------- | ----------------------------- | ----------------------------- | ----------------------------- | ----------------------------- | ----------------------------- | ----------------------------- | ----------------------------- | ----------------------------- |
| Източник: Погода и Климат             |                               |                               |                               |                               |                               |                               |                               |                               |                               |                               |                               |                               |                               |